# Meeting Areva 2015
Navigation
Édition précédente Édition suivante
Le Meeting Areva 2015 a eu lieu le 4 juillet 2015 au Stade de France de Saint-Denis, en France. Il s'agissait de la huitième étape de la Ligue de diamant 2015. Ce sera le dernier avec ce nom, la collaboration entre Areva et la Fédération française d'athlétisme se terminant en 2015.

## Résultats

### Hommes
| Épreuve                 | Vainqueur                           | Second                               | Troisième                        |
| ----------------------- | ----------------------------------- | ------------------------------------ | -------------------------------- |
| 100 m (+ 1,3 m/s)       | Asafa Powell 9 s 81 (SB)            | Jimmy Vicaut 9 s 86 (=AR)            | Michael Rodgers 9 s 99           |
| 400 m                   | Wayde van Niekerk 43 s 96 (AR)      | Kirani James 44 s 17                 | David Verburg 44 s 81            |
| 1 500 m                 | Silas Kiplagat 3 min 30 s 12 (WL)   | Ayanleh Souleiman 3 min 30 s 17 (SB) | Ronald Kwemoi 3 min 30 s 43 (SB) |
| 110 m haies (+ 0,5 m/s) | Orlando Ortega 12 s 94 (WL)         | David Oliver 12 s 98 (SB)            | Sergueï Choubenkov 13 s 06 (NR)  |
| 3 000 m steeple         | Jairus Birech 7 min 58 s 83 (WL,MR) | Evan Jager 8 min 00 s 45 (AR)        | Conseslus Kipruto 8 min 09 s 90  |
| Saut à la perche        | Konstadinos Filippidis 5,91 m (NR)  | Thiago Braz da Silva 5,86 m          | Sam Kendricks 5,81 m             |
| Saut en longueur        | Michael Hartfield 8,19 m            | Kafétien Gomis 8,13 m                | Fabrice Lapierre 8,07 m          |
| Saut en hauteur         | Daniil Tsyplakov 2,32 m             | Donald Thomas 2,32 m                 | Adónios Mástoras 2,29 m (SB)     |
| Lancer du disque        | Piotr Małachowski 65,57 m (MR)      | Zoltán Kővágó 65,23 m                | Gerd Kanter 64,11 m              |

### Femmes
| Épreuve           | Vainqueur                                  | Seconde                              | Troisième                               |
| ----------------- | ------------------------------------------ | ------------------------------------ | --------------------------------------- |
| 100 m             | Shelly-Ann Fraser-Pryce 10 s 74 (WL,MR)    | Blessing Okagbare 10 s 80 (SB)       | English Gardner 10 s 97                 |
| 800 m             | Eunice Sum 1 min 56 s 99 (WL,PB)           | Rose Mary Almanza 1 min 57 s 70 (PB) | Selina Büchel 1 min 57 s 95 (NR)        |
| 5 000 m           | Genzebe Dibaba 14 min 15 s 41 (MR,PB)      | Almaz Ayana 14 min 21 s 97           | Mercy Cherono 14 min 34 s 10 (PB)       |
| 400 m haies       | Zuzana Hejnová 53 s 76 (SB)                | Sara Petersen 53 s 99 (NR)           | Kemi Adekoya 54 s 12 (NR)               |
| Saut à la perche  | Nikoléta Kiriakopoúlou 4,83 m (WL,NR,=DLR) | Yarisley Silva 4,73 m (SB)           | Fabiana Murer Anzhelika Sidorova 4,63 m |
| Triple saut       | Caterine Ibargüen 14,87 m                  | Yekaterina Koneva 14,72 m            | Hanna Knyazheva 14,56 m                 |
| Lancer du poids   | Christina Schwanitz 20,31 m                | Gong Lijiao 19,75 m                  | Michelle Carter 19,37 m                 |
| Lancer du javelot | Barbora Špotáková 64,42 m (SB)             | Kimberley Mickle 63,80 m             | Sunette Viljoen 63,15 m                 |

## Légende
Records et Performances
- AR : Record continental (area record)
- CR : Record des championnats (championship record)
- MR : Record du meeting (meet record)
- NR : Record national (national record)
- OR : Record olympique (olympic record)
- PR : Record paralympique (paralympic record)
- PB : Record personnel (personal best)
- SB : Meilleure performance personnelle de la saison (season's best)
- WL : Meilleure performance mondiale de l'année (world leader)
- WJR : Record du monde junior (world junior record)
- WR : Record du monde (world record)

Circonstances et Conditions
- DNF : N'a pas terminé (did not finish)
- DNS : N'a pas pris le départ (did not start)
- DQ : Disqualification (disqualification)
- NM : Aucun essai valable enregistré (No Mark)
- Q : Qualifié « directement » au prochain tour (ou à la prochaine compétition), lors d'une compétition majeure, grâce au classement ou à la réalisation des minima (automatic qualifier)
- q : Qualifié au prochain tour (ou à la prochaine compétition), lors d'une compétition majeure, grâce au repêchage ou à la réalisation de l'une des meilleures performances parmi celles des « non qualifiés directement » (grâce au meilleur temps ou à la meilleure distance par exemple) (secondary qualifier)